# دوکو دمو ایشو
دوکو دمو ایشو (どこでもいっしょ, به‌معنای «همه‌جا باهم») یکی از مجموعه بازی‌های ویدئویی ژاپنی سونی اینتراکتیو انترتینمنت می‌باشد. اولین بازی از این مجموعه در سال ۱۹۹۹ برای پلی‌استیشن منتشر گردید. در بازی‌های دوکو دمو ایشو بازیکنان می‌توانند با شخصیت‌ها ارتباط برقرار کنند مثلاً می‌توانند با آن‌ها صحبت کنند، غذا دهند، مینی‌گیم بازی کنند و عکس بگیرند. اکثر بازی‌های این مجموعه تنها در ژاپن منتشر شده‌اند که سونی در آنجا از شخصیتی از این مجموعه به‌نام تورو به‌عنوان شانس‌بیار برند پلی‌استیشن استفاده می‌نماید.